# Торма (озеро)
Торма (також дамба Торма; ест. Torma järv) — озеро в Естонії, в селищі Торма, волості Йигева, повіту Йигевамаа. Площа водойми 2,5 га. Довжина берегової лінії водойми становить 700 м.